# Lublin-triangeln
Lublin-triangeln (litauiska: Liublino trikampis; polska: Trójkąt Lubelski; ukrainska: Люблінський трикутник, Liublinskyi trykutnyk) är en trepartsplattform för politiskt, ekonomiskt, kulturellt och socialt samarbete mellan Litauen, Polen och Ukraina, som syftar till att stödja Ukrainas integration i EU.
Länderna i Lublin-triangeln har uttalat sitt stöd för återställandet av Ukrainas territoriella integritet inom internationellt erkända gränser och efterlyser ett slut på den ryska aggressionen mot landet. Lublin-triangeln stöder att Ukraina får status som en Nato-förstärkt partner och menar att nästa nödvändiga steg i denna riktning är att bevilja Ukraina en Nato-handlingsplan.
Trepartsformatet är baserat på de tre ländernas traditioner och historiska band. Den gemensamma förklaringen undertecknades av ministrarna den 28 juli 2020 i Lublin i Polen. Lublin valdes specifikt som en vinkning till den medeltida Lublinunionen, som skapade det Polsk-litauiska samväldet, en av de största staterna i Europa vid sin tid.

## Historia
Den gemensamma programförklaringen undertecknades den 28 juli 2020 i Lublin i Polen av utrikesministrarna i Litauen, Polen och Ukraina: Linas Linkevičius, Jacek Chaputowicz och Dmytro Kuleba.
Den 1 augusti 2020 bjöd Ukrainas utrikesminister Dmytro Kuleba in Belarus utrikesminister Volodymyr Makei till det andra mötet, som skulle äga rum i Kiev. Under det ekonomiska forumet i Karpacz, Polen, den 10 september 2020 uppgav direktören för det polska utrikesdepartementets östra sektion, Jan Hofmokl, att Lublin-triangeln faktiskt borde vara "ett torg" med Belarus. Enligt honom var ledningen i Minsk från början intresserad av detta politiska projekt, men ändrade senare uppfattning.
Den 17 september 2020 hölls det första mötet (i videoformat) för de nationella samordnarna av Lublin-triangeln. Utrikesministrarna för Ukraina, Polen och Litauen: Vasyl Bodnar (Ukraina), Marcin Pszydach (Polen) och Dalus Cekuolis (Litauen) utsågs till samordnare av denna trepartsmekanism. Parterna diskuterade förberedelserna inför nästa möte med utrikesministrarna i Lublin-triangeln, som skulle äga rum i Kiev på initiativ av minister Dmytro Kuleba. En av de viktigaste uppgifterna i Lublin-triangeln ansågs vara att samordna Ukrainas, Polens och Litauens åtgärder för att effektivt motverka utmaningarna och hoten mot den gemensamma säkerheten, med fokus på att motverka hybridhot från Ryssland.
Den 29 januari 2021, under det första online-mötet i Lublin-triangeln, uttalade Ukrainas utrikesminister Dmytro Kuleba vid en pressträff att Ukraina, Litauen och Polen var för att Belarus ansluter sig till Lublin-triangeln, men tiden ännu inte var mogen.
| ”                                                                      | Naturligtvis är Lublin-triangeln lite ofullständig utan Vitryssland. I slutändan vill vi att ett demokratiskt Vitryssland ska gå med och förvandla "Lublin-triangeln" till ett "Lublin torg". Men tiden för detta har ännu inte kommit. Samtidigt förstår vi alla att situationen i Vitryssland inte bara påverkar landets bilaterala förbindelser med sina grannar utan också situationen i regionen som helhet. | „ |
| – Dmytro Kulebas sammanfattning av det första mötet om Lublintriangeln | |   |

Den 28 februari 2021 blev det känt att Belarus president 2020 Svjatlana Tsichanoŭskaja i slutet av januari 2021 hade kontaktat Ukrainas utrikesminister Dmytro Kuleba, med en inbjudan till möte med Lublin-triangeln. Tsichanoŭskaja ska ha uppgett att hon ville att "Lublin-triangeln" skulle bli en "Lublin-fyra".

## Mekanismer för samarbete
Enligt denna gemensamma förklaring från Litauen, Polen och Ukraina bör partiernas utrikesministrar hålla regelbundna möten, särskilt inom multilaterala aktiviteter och med utvalda partner. De kommer också att organisera samråd på ledningsnivå för utrikesministerierna i deras länder och i dessa ministerier skapa representanter för representanter för samarbete inom Lublin-triangeln.
Under det första videokonferensmötet den 17 september 2020 identifierade de nationella samordnarna de huvudsakliga aktiviteterna i Lublin-triangeln och enades om att säkerställa hållbar interaktion mellan formatet på olika arbetsnivåer. Under mötet enades de om de grundläggande principerna i Lublin-triangeln och skisserade planer för samarbete inom en snar framtid. En av huvuduppgifterna bör vara att samordna de tre staternas åtgärder för att effektivt hantera de nuvarande utmaningarna och hoten mot vår gemensamma säkerhet. Bland de prioriterade ämnena i samarbetet är gemensam motverkan mot hybridhot från Ryssland, särskilt i kampen mot felinformation. Vikten av att upprätthålla ett nära samarbete inom internationella organisationer betonades.
| ”               | Vi förenas inte bara av gemensamma värderingar och intressen utan också av ett delat ansvar för framtiden för våra länder och den region där vi lever och som har varit kärnan i den globala politiken de senaste åren. | „ |
| – Vasyl Bodnar. | |   |

Biträdande ministrar gick också med på att inleda ett trepartstematiskt samråd på direktörnivå för utrikesministerierna i de tre länderna. Samordnarna ägde stor uppmärksamhet åt situationen i Belarus och vissa andra länder i regionen. Vasyl Bodnar uttryckte tacksamhet till partnerna för deras ständiga stöd för vår stats territoriella integritet och suveränitet och stöd för att motverka rysk aggression. Han informerade också sina kollegor om de huvudsakliga målen för Krimplattformen och uppmanade Polen och Litauen att aktivt samarbeta inom ramen för plattformen, som syftar till att besätta Krim.
Den 12 oktober 2020 noterade Ukrainas premiärminister Denis Shmygal vikten av den nyskapade "Lublin-triangeln" och uppmanade Polens president Andrzej Duda att utvidga sitt format, nämligen att diskutera möjligheten till ett möte med regeringschefer i "Lublin-triangeln "under sitt besök i Ukraina.
Den 27 februari 2021 sa Litauens utrikesminister Gabrielius Landsbergis till ukrainska Radio Liberty att initiativet från Lublin Triangle, som förenar Ukraina, Litauen och Polen, för Ukraina närmare den europeiska integrationen:
| ” | Jag tycker att det här formatet är mycket användbart. Och jag är säker på att detta format kan utvidgas för att inte bara prata om politik. Vi kunde också diskutera gemensam historia, geopolitik, ekonomi och många andra saker. Sådan kommunikation gör det möjligt att strukturera vårt samarbete i viss utsträckning … Det är naturligtvis mycket användbart och närmar Ukrainas europeiska integration. | „ |

Han anser också att Krimplattform-initiativet är "extremt användbart inte bara för att hitta konkreta lösningar utan också för att påminna om problemet med ockupationen av Krim."

## Initiativ

Emblem LitPolUkrbrig

### Interparlamentariska församlingen
Den interparlamentariska församlingen för Verchovna Rada i Ukraina, Seimas och Senaten för Republiken Polen och Seimas för Republiken Litauen inrättades 2005 för att skapa en dialog mellan de tre länderna i den parlamentariska dimensionen. Församlingens konstituerande möte ägde rum 16 juni 2008 i Kiev, i Ukraina. Inom församlingen finns kommittéer för europeisk och euro-atlantisk integration av Ukraina, humanitärt och kulturellt samarbete.

### Gemensamt team
Den litauisk-polska-ukrainska brigaden är en multinationell enhet med kapacitet för en gemensam militärbrigad, utformad för att bedriva oberoende militära operationer i enlighet med internationell lag eller för att delta i sådana operationer. Den består av speciella militära enheter i de tre länderna, utvalda från den 21:a Pidgal-gevärsbrigaden (Polen), den 80:e Attackbrigaden (Ukraina) och storhertiginnan Biruta Ulan (Litauen).
Den litauisk-polska-ukrainska brigaden grundades inom ramen för trepartssamarbete inom försvaret 2014. Att ge ett nationellt bidrag till multinationella militära formationer med hög beredskap (FN:s reservavtal, EU:s taktiska taktiska grupper, Natos insatsstyrka) samt internationella fredsbevarande och säkerhetsoperationer under FN:s, EU:s, Natos och andra internationella säkerhetsorganisationers regi. baserad på uppdraget från FN:s säkerhetsråd och vid godkännande av parlamenten i de deltagande länderna. 
Sedan 2016 har LitPolUkrbrig varit en viktig del av Natos ansträngningar att implementera Natos standarder i Ukrainas väpnade styrkor. Brigadens huvudaktiviteter inkluderar utbildning av ukrainska officerare och militära enheter i dessa standarder, planering och genomförande av operativa uppgifter och upprätthållande av operativ beredskap.

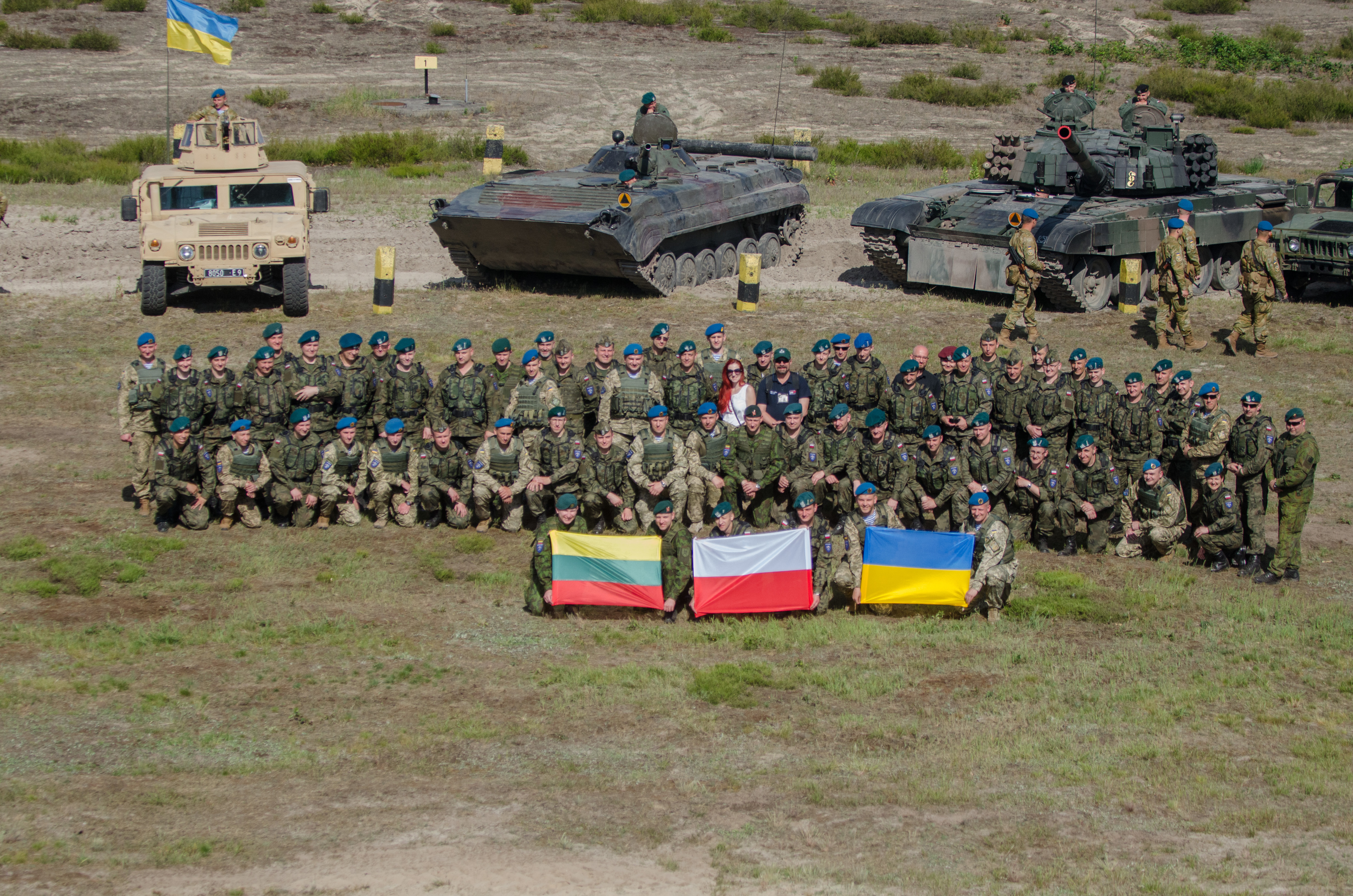
Soldater från den litauiska-polska-ukrainska brigaden vid invigningen av "Anaconda-2016"-övningen på Nova Deba-testplatsen i Polen, juni 2016.